# Petalidium halimoides
Petalidium halimoides är en akantusväxtart som först beskrevs av Christian Gottfried Daniel Nees von Esenbeck, och fick sitt nu gällande namn av Spencer Le Marchant Moore. Petalidium halimoides ingår i släktet Petalidium och familjen akantusväxter. Inga underarter finns listade i Catalogue of Life.